# Ole Tønder Lange
Ole Tønder Lange (født 18. juli 1749, død 10. maj 1814) var godsejer og søn af godsejer Jens Lange (-1790) og født på Rødkilde 18. juli 1749. 1789 købte han hovedgården Bratskov i Han Herred i Thysyssel nogle år efter Oxholm, ligesom han også en tid ejede Hals Ladegård. Til iværksættelse af landøkonomiske forbedringer på disse godser fik han 1786-98 af statskassen gentagne gange betydelige lån, som særlig anvendtes på Bratskov, hvor store søarealer udtørredes, betydelige kanalanlæg foretoges, og hovedgården udparcelleredes og delvis fordeltes til bønderne hvis gårde samtidig udskiftedes. Lange døde i København d. 10. maj 1814 som justitsråd og generalkrigskommissær efter at have oprettet et legat for invalide underofficerer. Forinden havde han solgt Bratskov og købt gården Kastrup på Amager. Lange var
1785 bleven gift med Ingeborg Cathrine Wilsbech (f. 15. Febr. 1766 d. 24. April 1840), datter af Justitsraad Erik Wilsbech til Sejlstrup ved Hjørring. Længe efter Ole Tønder Langes død opstod stationsbyen Brovst omkring hovedgården Bratskov. Ole Langes Vej, som ligger tæt ved hovedgården, er opkaldt efter ham.